# Henning Pleijel

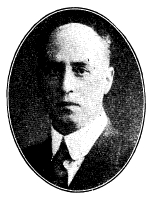
Henning Pleijel, um 1925

Henning Bernhard Mathias Pleijel (* 5. Juli 1873 in Vimmerby; † 20. Januar 1962) war ein schwedischer Physiker und Elektroingenieur.

## Leben
Von 1892 bis 1913 war er Mitglied des Swedish Board of Telecommunications. Ab 1914 war er Professor an der Königlich Technischen Hochschule Stockholm und von 1922 bis 1927 deren Rektor.
In den 1930ern war er Vorsitzender des Nobelpreiskomitees für Physik der Königlich Schwedischen Akademie der Wissenschaften.

## Schriften
- Electric and magnetic induction disturbances in parallel conducting systems; Teil: 1: Formulas for the resistance and induction coefficients for concentric metal sheaths and for the reductive effect of the sheaths against disturbances. Schriftenreihe: Ingeniörsvetenskapsakademiens handlingar, 49
- Two reciprocal theorems in electricity. In Schriftenreihe: Ingeniörsvetenskapsakademiens handlingar, 68, Svenska Bokhandelscentralen, Stockholm 1927
- Sur la théorie des lignes homogènes parallèles. Svenska Bokhandelscentralen, Stockholm 1927
- Electric and magnetic induction disturbances in parallel conducting systems. 1926
- Potentialskillnaden mellan tvänne elektrolytiska lösningar. Almqvist & Wiksells,  Uppsala 1909
- Beräkning af motstånd och själfinduktion hos ledare omgifna med metallmantel. Beckman, Stockholm 1906